# KrasAvia
KrasAvia (ros. КрасАвиа) – rosyjska regionalna linia lotnicza z siedzibą w Krasnojarsku. Powstała w roku 1956 jako część Aerofłotu pod nazwą „Turinskaja”, w 2002 przemianowana na „Evenkia Avia”. Obecną nazwę uzyskała w 2007 roku. Właścicielem firmy jest administracja Kraju Krasnojarskiego.
KrasAvia obsługuje lokalne połączenia pomiędzy lotniskami Kraju Krasnojarskiego. Wykonuje loty rozkładowe, czarterowe oraz towarowe. Flota KrasAvii składa się z ponad 50 samolotów i śmigłowców, m.in. An-2, An-32, An-24, An-26, Jak-42, Mi-8.
KrasAvia jest również właścicielem 6 regionalnych lotnisk:
- Chatanga
- Dikson
- Tura
- Wanawara
- Bajkit
- Jenisejsk

W marcu 2018 prezes KrasAvii Iwan Popow został aresztowany pod zarzutem defraudacji 38 milionów rubli.